# Phạm Hùng Thái
Phạm Hùng Thái (sinh ngày 14 tháng 10 năm 1970) là chính trị gia nước Cộng hòa xã hội chủ nghĩa Việt Nam. Ông hiện là Phó Bí thư thường trực Tỉnh ủy Tây Ninh, Đại biểu Quốc hội khóa XV từ Tây Ninh, Trưởng Đoàn Đại biểu Quốc hội tỉnh Tây Ninh, Ủy viên Ủy ban Tư pháp của Quốc hội, Trưởng Ban Pháp chế Hội đồng nhân dân tỉnh Tây Ninh. Ông từng là thủ trưởng hai cơ quan của Tỉnh ủy Tây Ninh, gồm Trưởng Ban Nội chính và Trưởng Ban Tuyên giáo Tỉnh ủy.
Phạm Hùng Thái là đảng viên Đảng Cộng sản Việt Nam, học vị Cử nhân Luật, Cao cấp lý luận chính trị. Ông có gần 20 năm phục vụ trong ngành công an, rồi xuất ngũ và tham gia lãnh đạo tổ chức Đảng, chính quyền tỉnh Tây Ninh.

## Xuất thân và giáo dục
Phạm Hùng Thái sinh ngày 14 tháng 10 năm 1970 tại xã Phước Chỉ, huyện Trảng Bảng, tỉnh Hậu Nghĩa, nay là thị xã Trảng Bàng, tỉnh Tây Ninh. Ông lớn lên và tốt nghiệp phổ thông ở Trảng Bàng, theo học ngành công an và tốt nghiệp Cử nhân Luật, chuyên ngành Điều tra tội phạm. Ông được kết nạp Đảng Cộng sản Việt Nam vào ngày 11 tháng 9 năm 1995, là đảng viên chính thức sau đó 1 năm, từng tham gia khóa chính trị tại Học viện Chính trị Quốc gia Hồ Chí Minh, nhận bằng Cao cấp lý luận chính trị. Hiện ông thường trú ở Khu phố 6, Phường 3, thành phố Tây Ninh.

## Sự nghiệp
Tháng 12 năm 1990, Phạm Hùng Thái nhập ngũ Công an nhân dân Việt Nam, bắt đầu ở vị trí Cán bộ điều tra của Phòng Cảnh sát điều tra Công an tỉnh Tây Ninh. Sau đó 1 năm, ông được điều chuyển làm Cán bộ nghiên cứu tổng hợp của Phòng Tham mưu tổng hợp Công an tỉnh, công tác liên tục 10 năm 1991–2001, lần lượt là Phó Bí thư rồi Bí thư Chi bộ. Vào tháng 5 năm 2001, ông được bổ nhiệm làm Phó Chánh Văn phòng Công an tỉnh, là Bí thư Đảng ủy cơ sở và Đảng ủy viên Đảng ủy Công an tỉnh, thăng chức lên Chánh Văn phòng Công an tỉnh từ tháng 8 năm 2005. Tháng 4 năm 2007, ông được điều về huyện Tân Châu, được chỉ định vào Ban Thường vụ Huyện ủy, nhậm chức Bí thư Đảng ủy, Trưởng Công an huyện Tân Châu, rồi công tác đến cuối năm 2009, được 19 năm trong ngành công an.
Tháng 11 năm 2009, Phạm Hùng Thái rời ngành công an, nhậm chức Phó Bí thư Thường trực Huyện ủy Tân Châu theo hình thức biệt phái rồi chính thức, và đến tháng 10 năm 2010, tại Đại hội Đảng bộ tỉnh Tây Ninh lần thứ nhiệm IX, nhiệm kỳ 2010–2015 thì được bầu vào Ban Chấp hành Đảng bộ tỉnh. Sang đầu năm 2011, ông được phân công làm Bí thư Huyện ủy Tân Châu, lãnh đạo huyện được 2 năm cho đến tháng 10 năm 2013 thì điều lên giữ chức Phó Trưởng Ban Nội chính Tỉnh ủy Tây Ninh. Tháng 10 năm 2015, tại Đại hội Đảng bộ tỉnh Tây Ninh lần thứ X, nhiệm kỳ 2015–2020, ông tái đắc cử Tỉnh ủy viên, được bầu vào Ban Thường vụ Tỉnh ủy, sang tháng 12 cùng năm thì nhậm chức Trưởng Ban Tuyên giáo Tỉnh ủy. Năm 2016, ông trúng cử là Đại biểu Hội đồng nhân dân tỉnh Tây Ninh nhiệm kỳ 2016–2021, được bầu kiêm nhiệm làm Trưởng Ban Pháp chế Hội đồng nhân dân tỉnh. Tháng 8 năm 2018, ông được điều chuyển sang làm Trưởng Ban Nội chính Tỉnh ủy. Đến tháng 10 năm, tại Đại hội Đảng bộ tỉnh Tây Ninh lần thứ nhiệm XI, kỳ 2020–2025, Phạm Hùng Thái tái đắc cử Thường vụ Tỉnh ủy, được phân công làm Phó Bí thư thường trực Tỉnh ủy Tây Ninh. Năm 2021, với sự giới thiệu của Tỉnh ủy, ông ứng cử đại biểu quốc hội từ Tây Ninh, tại đơn vị bầu cử số 1 gồm thị xã Trảng Bàng và các huyện Bến Cầu, Gò Dầu, Châu Thành, rồi trúng cử Đại biểu Quốc hội khoá XV với tỷ lệ 73,39%. Trong nhiệm kỳ này, ông được phân công là Trưởng Đoàn Đại biểu Quốc hội tỉnh Tây Ninh, Ủy viên Ủy ban Tư pháp của Quốc hội.